# フェイク着信
フェイク着信（フェイクちゃくしん）とは、一部の携帯電話やスマートフォンで利用できる、実際に着信を受けなくとも通話中であることを装うことができる機能である。フェイク通話（フェイクつうわ）、フェイク通信（フェイクつうしん）と呼ばれる場合もある。au端末では「フェイク着信」、NTTドコモ端末ではイミテーションコールとの名称で搭載されている。

## 概要
本機能を使用した際の具体的な動作は機種やアプリの種類次第であるが、着信音を鳴らしたり、通知用LEDライトを点滅させたりすることができる。ボタン操作で即時に起動するだけでなく、あらかじめ起動時間を設定することができる機種もある。さらに、通話相手の話し声のような音声を再生してよりリアルに見せかけることが可能な機種もある。
本機能は、携帯電話を用いた自己演出を可能とする機能であると理解されている。すなわち、この機能を使用することで、一定の外観を作出し、次のような効果を得ることができる。
- 多忙を装い、周囲の人に対して近寄りがたい印象を与えることができる[4]。具体的には、話したくない相手との会話を切り上げたり[5]、参加したくない会議から逃れることができる[3]。
- 暗い夜道を一人で歩いているときなどに、通話して誰かと繋がっているように見せかけることで、通り魔・変質者等に対して牽制を行い、また使用者が心理的に安心感を得ることができる[4]。

スマートフォンアプリでこの機能を実現しているものの中には、画面に表示される架空の着信相手の情報を自由に設定することができ、防犯などに限らずジョーク的な用途にも使用可能とされるものもある。